# Производителност на труда
Производителността на труда (ПТ) е икономически показател за количеството стоки или услуги, създавани от единица труд. Производителността на труда е свързана с организацията на производството, предприемаческите качества и въвеждането на иновации, уменията на работниците и тяхната степен на образование и компетентност.
Производителността на труда LP може да се представи чрез следната зависимост:
{\displaystyle LP={\frac {Y}{L}}},
където {\displaystyle Y} е количеството произведена продукция, създадени за определен период, {\displaystyle L} са единиците вложен труд (заети, човекочасове и тн).
Производителността на труда играе особено важна роля в икономиката и за общественото развитие като цяло. Равнището и динамиката на производителността на труда влияят върху разходите за дейността, а с това и върху продажните цени и възможностите за реализация на продуктите или услугите. Те от своя страна се отразяват върху размера и динамиката на приходите от дейността и поради това при равни други условия – и върху възможностите за инвестиции. Последните оказват пряко влияние върху производителността на труда и така кръгът се затваря.
Когато равнището на производителност на труда е ниско, този кръг се превръща в „порочен“ и е в основата на икономическата изостаналост на много страни.
Много полезно в такъв случай, е да се даде и друг пример:
{\displaystyle PL={I}*{K}}
Където I е интензивността на труда, а K е капиталоемкоста. Тази формула показва производителността на труда, като произведение от две основни за нея величини.
Според НСИ „Производителността на труда е съставен икономически показател, който съпоставя постигнатия резултат (новосъздаден продукт) с вложения трудов фактор при осъществяването на определена икономическа активност на определена икономическа територия за определен период. Този показател осигурява оценки за темповете на растеж на производителността на труда“.